# Yosuzume
Yosuzume (夜雀?, "passero della notte") è la leggenda di uno spettro di un uccello che si tramanda in varie zone: nella Prefettura di Kōchi nel villaggio Tanokuchi (attualmente cittadina di Kuroshio) e nel villaggio Toyama (attualmente città di Nakamura) del Distretto di Hata, nel villaggio Kitagawa del Distretto di Aki; nel Distretto di Minamiuwa della Prefettura di Ehime; nel villaggio di Hongu (attualmente città di Tanabe) del Distretto di Higashimuro della Prefettura di Wakayama.

## Sommario
Yosuzume è uno spettro dalle sembianze di un passero che emette un verso “Chi, chi, chi”. Si dice che appaia di notte alle persone che percorrono i sentieri di montagna.
Per quanto riguarda il villaggio Tanokuchi, essere posseduto da uno Yosuzume è considerato un malaugurio. Nel villaggio Toyama si dice si debba recitare una formula magica per togliere il malocchio. Inoltre pare che si finisca per ammalarsi di emeralopia se sventatamente si cattura uno Yosuzume.
Nel villaggio di Kitagawa del Distretto di Aki non è considerato un uccello, ma assomiglia a una farfalla nera, la quale mentre fa “Chaa, chaa”, entra nel petto del malcapitato e gli impedisce di camminare. Tuttavia, se si calma, si dice che finisca per dileguarsi nella natura. Anche nella Prefettura di Ehime viene ugualmente considerata una specie di falena, si dice che preannunci la comparsa di un cane selvatico che, piombando dal cielo, non permette più di camminare lungo la strada.
Nel villaggio di Hongu della Prefettura di Wakayama si dice sia un qualcosa che ti segue ostinatamente ovunque mentre emette un lamento “Chichichi...” senza poter vedere la sua figura nel buio sentiero di montagna. Inoltre nella Prefettura di Wakayama, al contrario della leggenda della Prefettura di Kōchi, non è una considerata di malaugurio, infatti nel periodo in cui si è posseduti da Yosuzume si dice che un lupo possa proteggere i viandanti dalla creatura del diavolo.

## Storia simile
Come storia di uno spettro che assomiglia a Yosuzume, si tramanda la leggenda di Okurisuzume (送り雀?, "passero accompagnatore")> nella Prefettura di Nara e nella Prefettura di Wakayama. Invece nel villaggio di Higashitsuno (attualmente città di Tsuno) e nel villaggio Tsunoyama>, entrambi del Distretto di Takaoka della Prefettura di Kōchi, nel villaggio Kubokawa (attualmente Shimanto) del medesimo distretto e nel villaggio di Jouhen (attualmente Ainan) del Distretto di Minamiuwa della Prefettura di Ehime, si tramanda quella di Tamotosuzume (袂雀?, "passero della manica").
Tamotosuzume del villaggio Tsunoyama, molto similmente al passero, pigola “Chi, chi, chi” e si dice che segua da ogni lato le persone, ma anche se si cammina in più di due, non si sa perché spesso tra quelle solo una lo senta. Analogamente è il preannuncio della comparsa di un cane selvatico o di un lupo, quando questi appaiono se si recita una formula magica e, si sollevano tre rami di un albero, Tamotosuzume non ti seguirà e si dice che non appariranno neanche il cane selvatico o il lupo.
Invece del Tamotosuzume del villaggio Kubokawa non si vede la sagoma, ma alle spalle dei passanti proviene un suono cristallino “Chiri chiri”. Inoltre se questo entra nella manica dei passanti è considerato di malaugurio.  Quando si attraversa il luogo in cui questo appare, o se si attraversa in pieno giorno, è meglio stare attenti a oltrepassarlo in più di una persona. Questo quando non succede è consigliabile camminare stringendo fortemente la manica.
Anche a Higashituno per non essere posseduto da un Tamotosuzume, si dice che si debba camminare stringendo la manica.
Per quanto riguarda Jouhen della Prefettura di Ehime, si dice che il verso di un Tamotosuzume possa impedire di continuare a camminare.